# Le Chemin noir
Pour les articles homonymes, voir Sur les chemins noirs.
Le Chemin noir est un long métrage documentaire français réalisé par Abdallah Badis en 2009 et sorti en 2012.

## Synopsis
À partir de sa propre expérience, Abdallah Badis explore un aspect oublié de l'histoire de l'immigration maghrébine en France : celui des sidérurgistes algériens en Lorraine. Le récit s'appuie sur des témoignages de travailleurs algériens débarqués dans l'hexagone au cours des années 1950. Une vieille Peugeot 404 sert de fil conducteur au film, « vieille dame faisant l'objet de soins intensifs comme pour sauver la mémoire collective. »

## Fiche technique
- Titre du film : Le Chemin noir
- Réalisation et scénario : Abdallah Badis, avec la collaboration de Nadine Lamari
- Photographie : Claire Mathon - Couleur, 1, 85 : 1
- Montage : Sophie Mandonnet
- Assistante réalisateur : Gabrielle Schaff
- Son : Nicolas Waschkowski, Arnaud Julien - Dolby stéréo
- Musique : Archie Shepp
- Production : La Vie est Belle Films Associés (Christophe Delsaux)
- Durée : 78 minutes
- Sortie : 9 mai 2012
- Visa d'exploitation : 120776